# Federico I del Palatinato-Simmern
Federico I del Palatinato-Simmern, in tedesco Friedrich I. von Pfalz-Simmern (24 aprile 1417 – Simmern, 29 novembre 1480), fu conte palatino di Simmern dal 1459 fino al 1480.

## Biografia
Federico era il quarto figlio del conte palatino Stefano di Simmern-Zweibrücken e di sua moglie, Anna di Veldenz.
Nel 1444 il padre divise i propri territori tra i due figli più grandi: Luigi, il più giovane, ricevette la contea di Zweibrücken e l'eredità materna, la contea di Veldenz; Federico, il maggiore, ottenne invece il circondario di Simmern. Con la separazione dei territori paterni si ebbe la formazione di due nuove dinastie. Federico divenne pertanto il capostipite del ramo cadetto dei Wittelsbach-Simmern i quali, nel corso dei secoli, si imparentarono con altre importanti dinastie ducali tedesche quali i Sassonia-Weimer, i Brunswick-Lüneburg, nonché gli Assia, gli Orange-Nassau e gli Stuart.

## Matrimonio e discendenza
Federico I si sposò il 6 agosto 1454 con Margherita di Gheldria, figlia di Arnoldo di Egmond, conte di Gheldria e di Caterina di Kleve. Dal matrimonio nacquero 10 figli di cui solo 9 raggiunsero la maggiore età:
- Caterina (1455–1522), badessa;
- Stefano (1457–1489), canonico;
- Guglielmo (1458);
- Giovanni I (1459–1509), successore di Federico che sposò Giovanna di Nassau-Saarbrücken (1464–1521);
- Federico (1460–1518);
- Roberto II (1461–1507), vescovo di Ratisbona;
- Anna (1465–1517), suora
- Margherita (1466–1506), suora
- Elena (1467–1555), badessa;
- Guglielmo (1468–1481).

## Ascendenza
|                                            |                       |                                 | Genitori                      |  |  | Nonni |  |  | Bisnonni                  |  |  | Trisnonni             |  |
|                                            |                       |                                 |                               |  |  |       |  |  | Roberto II del Palatinato |  |  | Adolfo del Palatinato |  |
|                                            |                       |                                 |                               |  |  |       |  |  | Roberto II del Palatinato |  |  | Adolfo del Palatinato |  |
|                                            |                       | Irmengarda di Oettingen         |                               |  |  |       |  |  | Roberto II del Palatinato |  |  |                       |  |
| Roberto III del Palatinato                 |                       |                                 |                               |  |  |       |  |  | Roberto II del Palatinato |  |  |                       |  |
|                                            |                       | Beatrice d'Aragona              | Pietro II di Sicilia          |  |  |       |  |  |                           |  |  |                       |  |
|                                            |                       | Beatrice d'Aragona              | Pietro II di Sicilia          |  |  |       |  |  |                           |  |  |                       |  |
|                                            |                       | Beatrice d'Aragona              | Elisabetta di Carinzia        |  |  |       |  |  |                           |  |  |                       |  |
| Stefano del Palatinato-Simmern-Zweibrücken |                       | Beatrice d'Aragona              |                               |  |  |       |  |  |                           |  |  |                       |  |
|                                            |                       | Federico V di Norimberga        | Giovanni II di Norimberga     |  |  |       |  |  |                           |  |  |                       |  |
|                                            |                       | Federico V di Norimberga        | Giovanni II di Norimberga     |  |  |       |  |  |                           |  |  |                       |  |
|                                            |                       | Federico V di Norimberga        | Elisabetta di Henneberg       |  |  |       |  |  |                           |  |  |                       |  |
| Elisabetta di Norimberga                   |                       | Federico V di Norimberga        |                               |  |  |       |  |  |                           |  |  |                       |  |
|                                            |                       | Elisabetta di Meißen            | Federico II di Meißen         |  |  |       |  |  |                           |  |  |                       |  |
|                                            |                       | Elisabetta di Meißen            | Federico II di Meißen         |  |  |       |  |  |                           |  |  |                       |  |
|                                            |                       | Elisabetta di Meißen            | Matilde di Baviera            |  |  |       |  |  |                           |  |  |                       |  |
| Federico I del Palatinato-Simmern          |                       | Elisabetta di Meißen            |                               |  |  |       |  |  |                           |  |  |                       |  |
|                                            | Enrico III di Veldenz | …                               |                               |  |  |       |  |  |                           |  |  |                       |  |
|                                            | Enrico III di Veldenz | …                               |                               |  |  |       |  |  |                           |  |  |                       |  |
|                                            | Enrico III di Veldenz | …                               |                               |  |  |       |  |  |                           |  |  |                       |  |
| Federico III di Veldenz                    | Enrico III di Veldenz |                                 |                               |  |  |       |  |  |                           |  |  |                       |  |
|                                            |                       | Loretta di Sponheim-Starkenburg | …                             |  |  |       |  |  |                           |  |  |                       |  |
|                                            |                       | Loretta di Sponheim-Starkenburg | …                             |  |  |       |  |  |                           |  |  |                       |  |
|                                            |                       | Loretta di Sponheim-Starkenburg | …                             |  |  |       |  |  |                           |  |  |                       |  |
| Anna di Veldenz                            |                       | Loretta di Sponheim-Starkenburg |                               |  |  |       |  |  |                           |  |  |                       |  |
|                                            |                       | Giovanni I di Nassau-Weilburg   | Gerlach I di Nassau-Wiesbaden |  |  |       |  |  |                           |  |  |                       |  |
|                                            |                       | Giovanni I di Nassau-Weilburg   | Gerlach I di Nassau-Wiesbaden |  |  |       |  |  |                           |  |  |                       |  |
|                                            |                       | Giovanni I di Nassau-Weilburg   | Agnese d'Assia                |  |  |       |  |  |                           |  |  |                       |  |
| Margherita di Nassau-Saarbrücken           |                       | Giovanni I di Nassau-Weilburg   |                               |  |  |       |  |  |                           |  |  |                       |  |
|                                            |                       | Giovanna di Saarbrücken         | …                             |  |  |       |  |  |                           |  |  |                       |  |
|                                            |                       | Giovanna di Saarbrücken         | …                             |  |  |       |  |  |                           |  |  |                       |  |
|                                            |                       | Giovanna di Saarbrücken         | …                             |  |  |       |  |  |                           |  |  |                       |  |
|                                            |                       | Giovanna di Saarbrücken         |                               |  |  |       |  |  |                           |  |  |                       |  |

| Controllo di autorità | VIAF (EN) 81125473 · CERL cnp01159052 · GND (DE) 136848133 |